# Ernst Eberhard Cuno Langwerth von Simmern

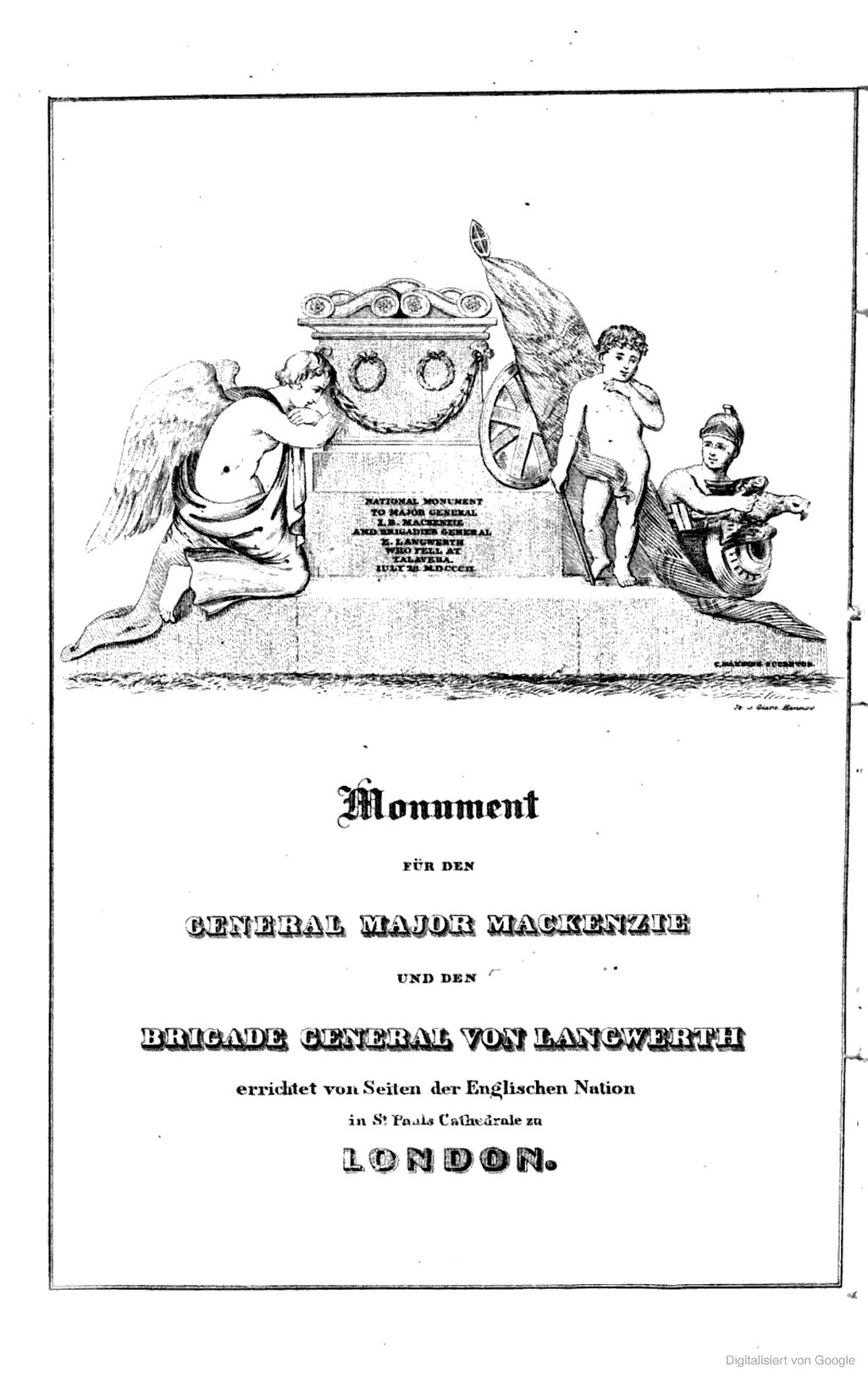

Freiherr Ernst Eberhard Cuno Langwerth von Simmern (* 20. April 1757 in Hannover; † 28. Juli 1809 bei Talavera de la Reyna) war Brigadegeneral der King’s German Legion.

## Herkunft
Seine Eltern waren Georg Reinhard Langwerth von Simmern (* 26. Februar 1713; † 3. Mai 1778) und dessen Ehefrau Melusine Sophie von Kampen († 1792), eine Tochter der hannoverschen Generals Christian Wilhelm von Campen (1667–1747). Sein Vater war kurfürstlich großbritannischer und braunschweig-lüneburgischer Oberappellationsgerichtsrat und Landdrost.

## Leben
Er wurde 1769 Fähnrich in der Leibgarde und am 16. September 1777 Leutnant. Am 7. Dezember 1784 kam er als Hauptmann in das 8. Infanterie-Regiment, am 26. Mai 1795 wurde er Major im 13. Infanterie-Regiment, bevor er am 19. September 1799 als Oberstleutnant zurück in die Fußgarde kam. Nach dem Einfall der Franzosen in Hannover musste die Armee gemäß der Konvention von Artlenburg aufgelöst werden. Wie viele Offiziere ging er in die King’s German Legion, um gegen die Franzosen zu kämpfen.
Am 14. November 1803 wurde er dann zum kommandierenden Oberst im 1. Linien-Bataillon der Legion ernannt und nahm an den kämpften im Baltikum teil. Im Herbst 1808 wurde er nach Portugal verlegt, um mit Wellington im Spanienfeldzug zu kämpfen. Im Jahr 1808 wurde er auch zum Brigadegeneral ernannt. Er fiel am 28. Juli 1809 in der Schlacht bei Talavera.
Im Andenken an seinen Tod wurde ihm und dem ebenfalls bei Talavera gefallenen General Alexander Mackenzie ein der St Paul’s Cathedral ein Denkmal gewidmet.

## Familie
Er heiratete am 28. Juni 1796 Julie Georgine von Ahlefeld (* 2. Februar 1764; † 1. Juli 1821), Witwe des Kammerherrn Detlev von Ahlefeldt eine Tochter des Generals Siegfried Ernst von Ahlefeldt. Sein Bruder Karl Christian Ludwig (* 27. Oktober 1750; † 6. Juli 1803) war mit Wilhelmine von Ahlefeld, eine Schwester seiner Frau verheiratet. Langwerth hatte mit seiner Frau folgende Kinder:
- Adolf Friedrich Ulrich (* 15. April 1797; † 26. September 1846), hannoverscher Major a. D.[2], nassauischer Landtagsabgeordneter, ⚭ 1831 Isabelle Sophie von Bülow-Bothkamp (* 19. September 1810; † 6. Juli 1892), Eltern von Heinrich Langwerth von Simmern
- Karl Heinrich Ernst Bernhard (* 31. Juli 1798; † 17. November 1829), britischer Hauptmann in Indien, unverheiratet[3]
- Adolf Friedrich (* 16. November 1802), Herr auf Wichtringshausen, Oberappellationsgerichtsrat